# سكر سداسي كيتوني
السكر السداسي الكيتوني (بالإنجليزية: Ketohexose)‏ هو سكر سداسي يحتوي على مجموعة كيتون (سكر أحادي مكون من ست ذرات كربون). السكريات السداسية الكيتونية الأكثر شيوعا كل منها يمثل زوجا من المتصاوغات المرآتية ( متصاوغات L و D) ومن أمثلتها البسايكوز والفركتوز والسوربوز والتاغاتوز.السكريات السداسية الكيتونية تمتلك ثبات كيميائي على مدى واسع من قيم الرقم الهيدروجيني (pH) وتمتلك pKa أولي قيمته 10.28 لذلك فهي تفقد بروتونا فقط عند قيم عالية من الرقم الهيدروجيني (pH) بعملية نزع البروتون لذا فهي بشكل حدي (قريب من الحد الأدنى) أقل ثباتا كيميائيا من السكريات السداسية الألديهيدية.

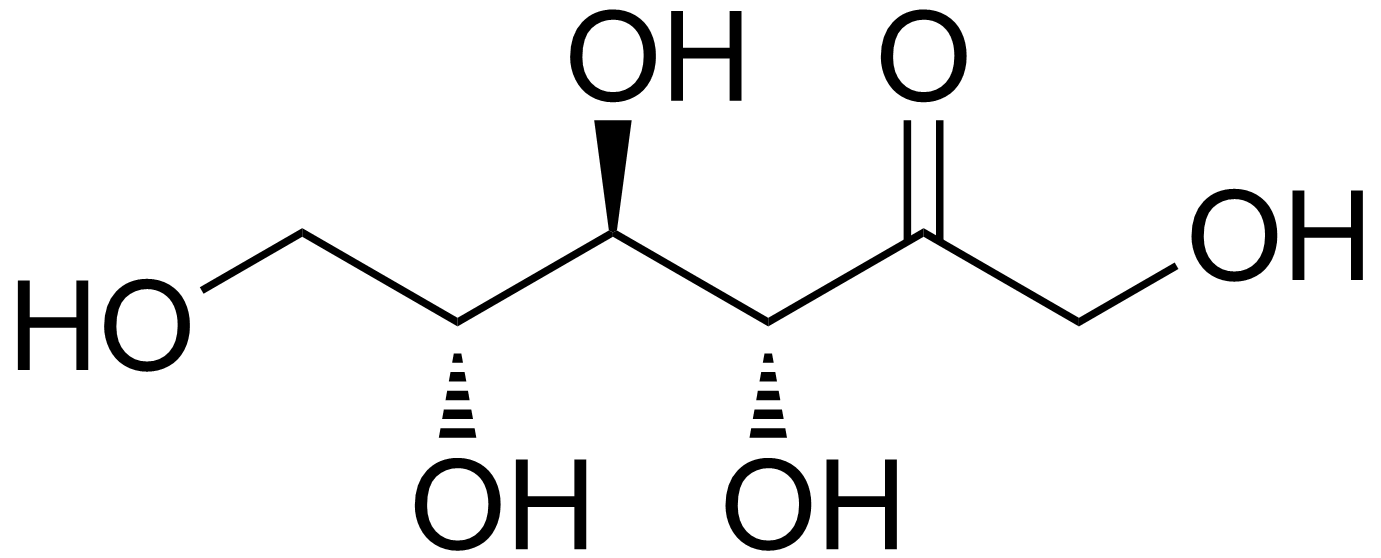
D-بسايكوز
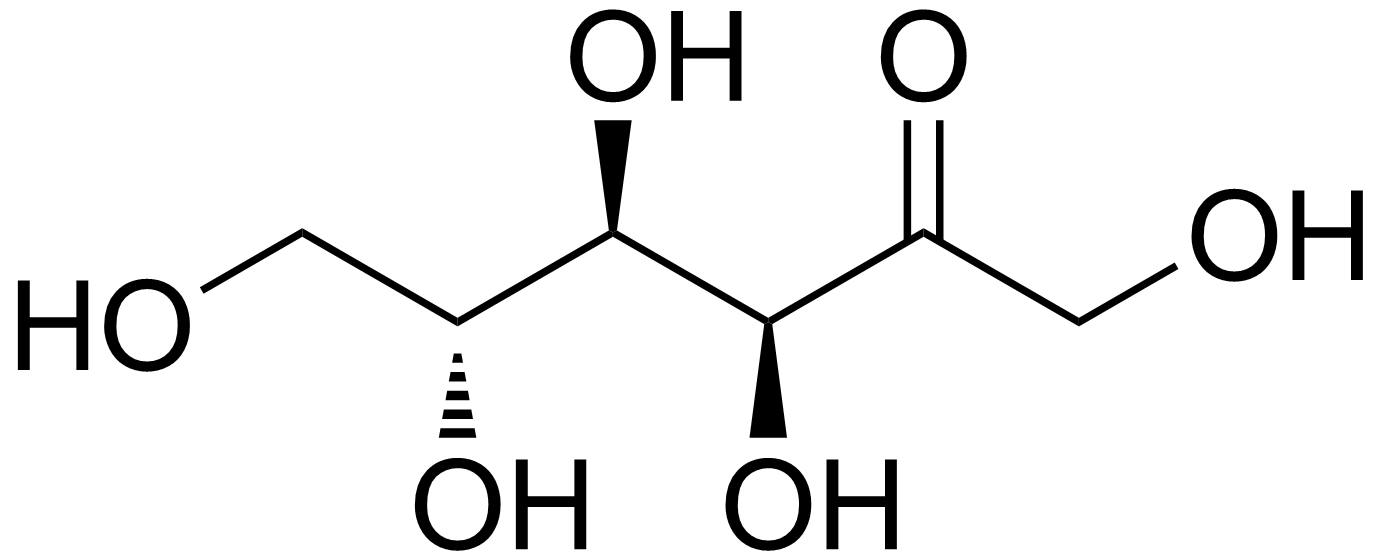
D-فركتوز
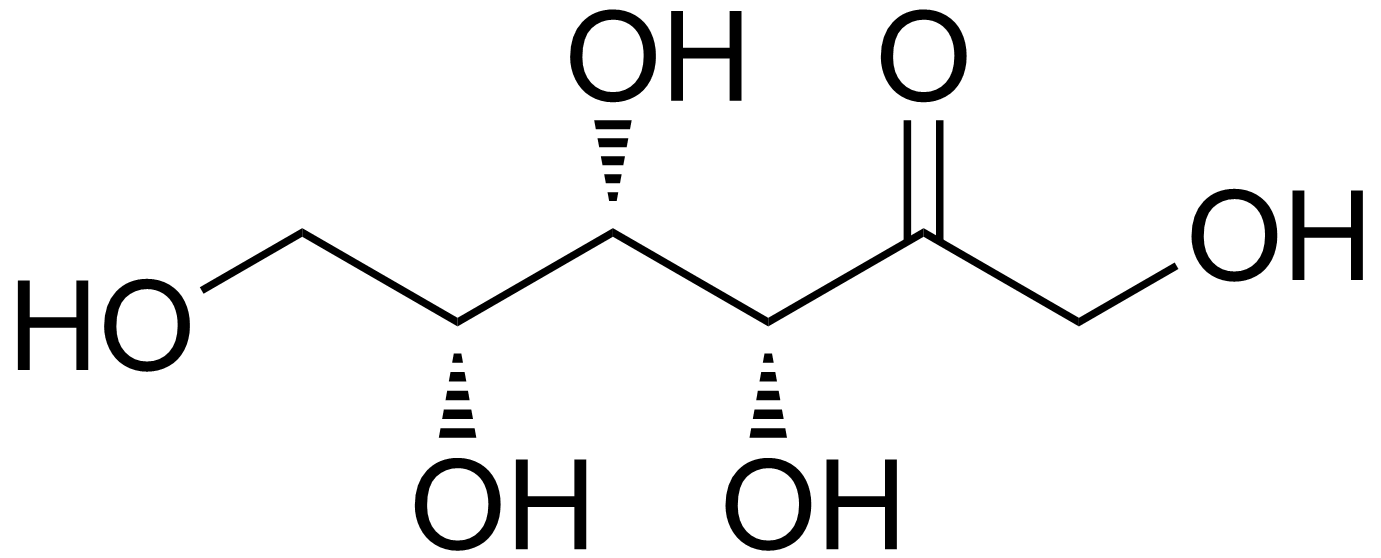
D-سوربوز
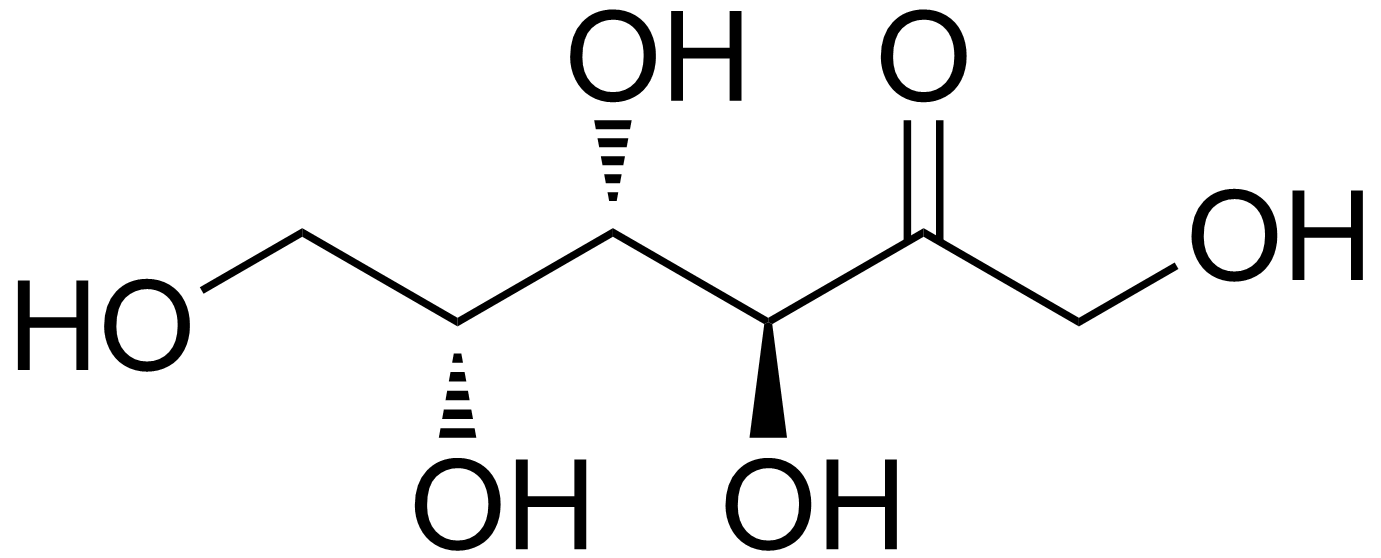
D-تاغاتوز

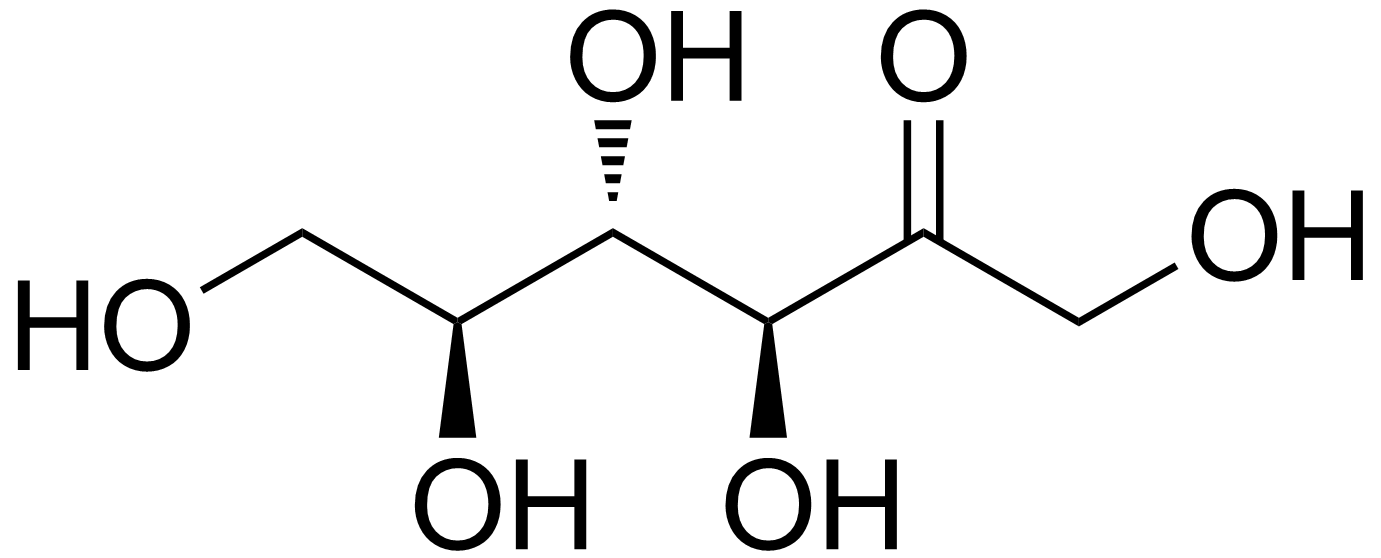
L-بسايكوز
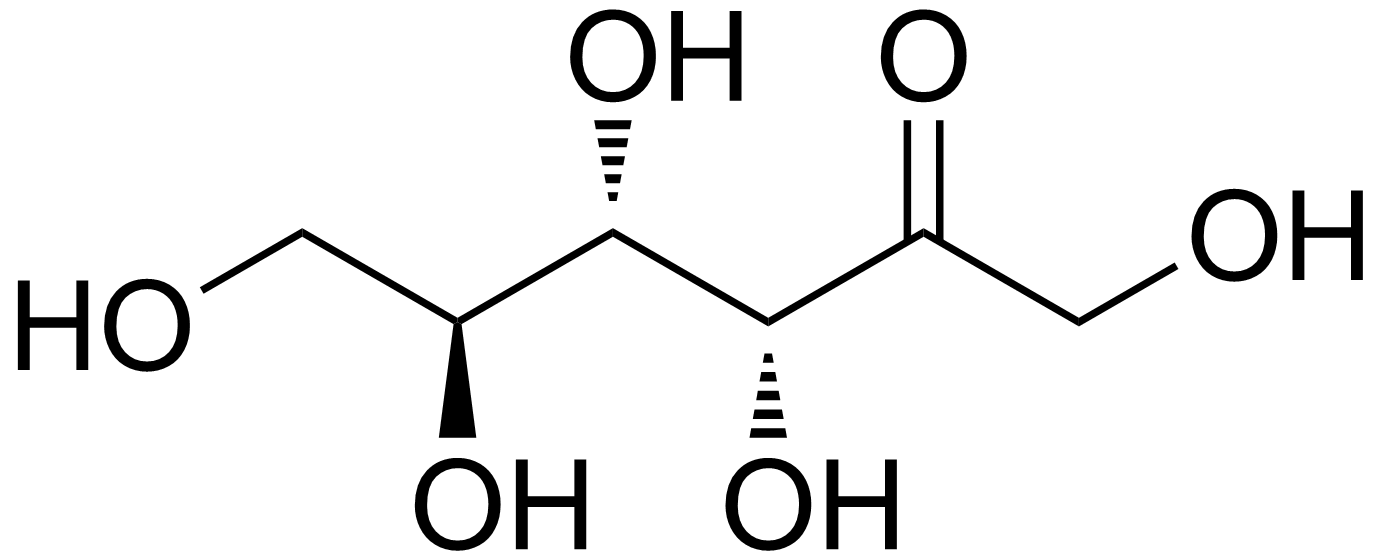
L-فركتوز
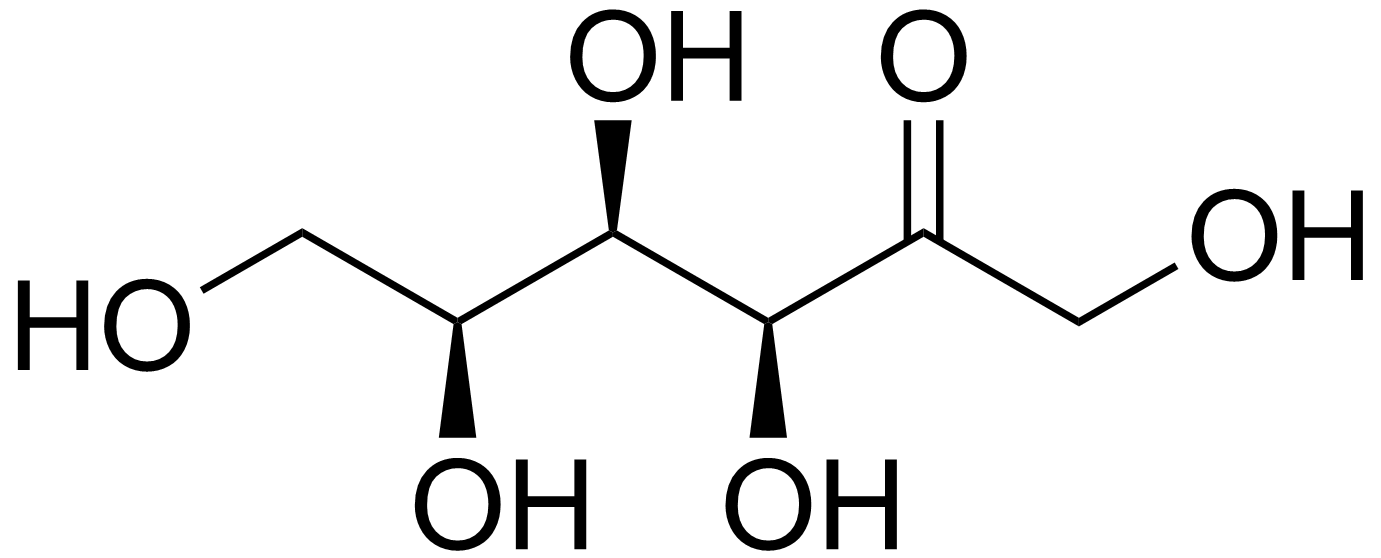
L-سوربوز
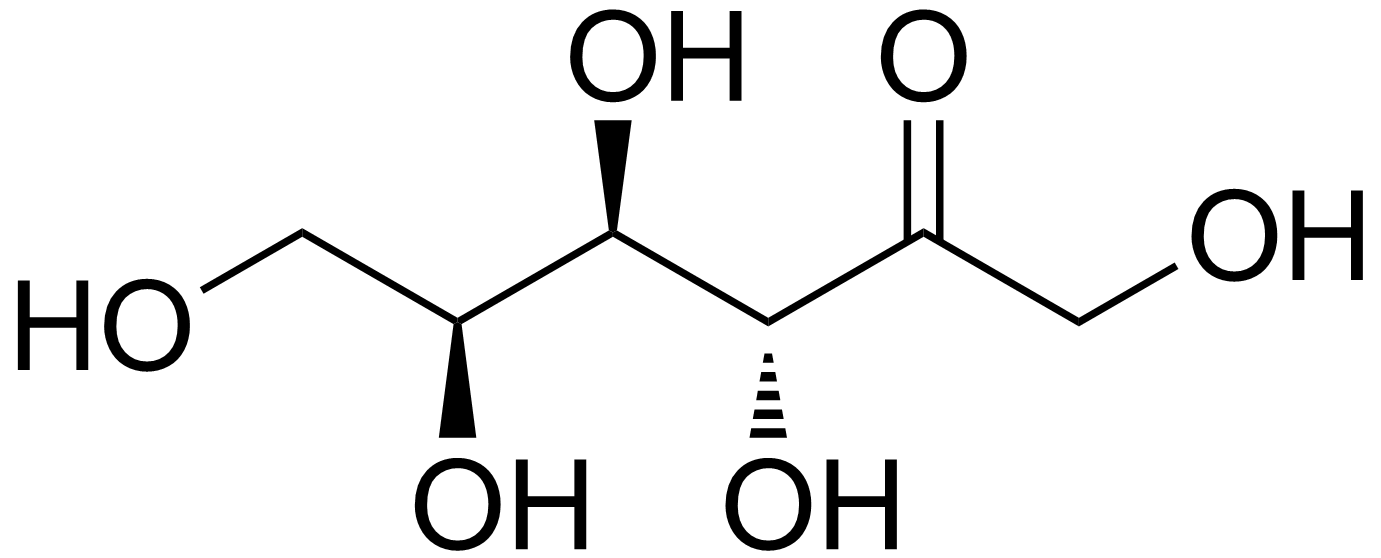
L-تاغاتوز